# جامعة باريس ساكليه
جامعة باريس ساكليه (بالفرنسية: Université Paris-Saclay) هي جامعة بحثية عامة مقرها في باريس، فرنسا. وهي جزء من مشروع باريس ساكليه، وهو عبارة عن حرم أكاديمي كثيف البحث وكتلة أعمال يتم تطويرها في هضبة دو ساكليه بالقرب من باريس، وهو المركز الرئيسي للتدريب والبحث داخل الكتلة التكنولوجية في باريس-ساكليه. تدمج الجامعة العديد من المدارس الفرنسية والكليات الرائدة ومراكز البحوث التي تعد جزءًا من أفضل المنظمات البحثية في العالم في مختلف المجالات.
حققت الجامعة شهرة خاصة في الرياضيات. اعتبارًا من عام 2021، انضم 12 حائزا على ميدالية فيلدز للجامعة ومعاهد البحوث المرتبطة بها، والتي تشمل معهد الدراسات العلمية المتقدمة - الذي يعتبر بشكل عام مهد الهندسة الجبرية الحديثة ونظرية الكارثة.
احتلت الجامعة المرتبة 13 في العالم في التصنيف الأكاديمي للجامعات العالمية 2021 (ARWU). في تصنيفات المواد، احتلت المرتبة الأولى في العالم للرياضيات والمرتبة 9 في العالم للفيزياء (الأولى في أوروبا)، بالإضافة إلى حصولها على المركز 25 في الطب والزراعة.

## التاريخ
في عام 2019، خلفت جامعة باريس ساكلي جامعة باريس الجنوبية التي تأسست عام 1971،  والتي خلفت بدورها جامعة باريس حوالي 1150.
بعد الحرب العالمية الثانية، كان النمو السريع للفيزياء والكيمياء النووية يعني أن البحث يحتاج إلى المزيد من المسرعات القوية، الأمر الذي يتطلب مساحات كبيرة. بحثت جامعة باريس والمدرسة العليا للأساتذة وكوليج دو فرانس عن مساحة في جنوب باريس بالقرب من أورساي. في وقت لاحق تم نقل بعض النشاط التدريسي لكلية العلوم في باريس إلى أورساي في عام 1956 بناءً على طلب إيرين جوليو كوري وفريديريك جوليو كوري. أدت الزيادة السريعة في عدد الطلاب إلى استقلال مركز أورساي في 1 مارس 1965. أصبحت جامعة باريس الجنوبية في عام 1971.
تستضيف الآن عددًا كبيرًا من المختبرات في حرمها الجامعي الكبير (236 هكتارًا) في باريس ساكلي. العديد من المختبرات الفرنسية الكبرى من بينها على وجه الخصوص في فيزياء الجسيمات،  الفيزياء النووية،  الفيزياء الفلكية،  الفيزياء الذرية والفيزياء الجزيئية،  فيزياء المادة المكثفة،  الفيزياء النظرية،  الإلكترونيات وعلوم وتكنولوجيا النانو.
تأسست جامعة باريس ساكلي في عام 2015 كمجتمع جامعي وفي عام 2019 كجامعة، بهدف أن تصبح جامعة فرنسية رفيعة المستوى تركز على الأبحاث. من أجل الاعتراف بها ككيان ذي حجم وجودة كافيين، تعيد الجامعة تجميع بعض من أفضل المدارس في فرنسا مع الجامعات العامة تحت حرم جامعي واحد على هضبة ساكلي. ستبقى كل مؤسسة عضو مستقلة ولكنها ستشترك في جزء كبير من الموارد الحالية والمستثمرة حديثًا. يتبع هذا نموذجًا مشابهًا للنموذج الذي تبنته جامعة أكسفورد وكامبريدج، حيث تحافظ كل كلية مكونة على استقلاليتها أثناء تصنيفها ضمن «جامعة».
بدأ العام الدراسي الأول لنظام الجامعة في سبتمبر 2015.
وفقًا لدومينيك فيرناي، رئيس مؤسسة تطوير باريس-ساكلي، تهدف الجامعة إلى احتلال المرتبة العشرة الأولى في التصنيف الأكاديمي للجامعات العالمية، ولكن «الهدف الأول هو أن تكون الجامعة الأولى في أوروبا القارية».
علاوة على ذلك، تهدف الجامعة إلى المساهمة في تعظيم الإمكانات الاقتصادية والتجارية لمشروع باريس-ساكلي من خلال البحث، عبر الجامعات والبحث عن الفوائد العرضية، بالإضافة إلى التعاون في مجال البحوث الصناعية مع الشركات القائمة.
في يناير 2020، حلت محل جامعة باريس الجنوبية وفي عام 2025، سيتم دمج جامعة فيرساي سان كونتان أن إيفيلين وجامعة إيفري فال ديسون معها كذلك.

## التنظيم
تتكون الجامعة من خمس كليات في العلوم والطب والصيدلة والقانون والاقتصاد والإدارة وعلوم الرياضة ومدرسة هندسية وثلاثة معاهد فنية متخصصة في المواد العلمية والتقنية في كاشان وأورساي وسكو ومدرسة جامعية.
كما تجمع الجامعة أيضًا بين أربع مدارس عليا: سوبيليك، اجرو باريس تك، مدرسة الأساتذة العليا باريس-ساكلي ومعهد البصريات للدراسات العليا، مع اثنين من المؤسسات الزميلة: جامعة فيرساي سان كونتان أن إيفيلين وجامعة إيفري فال دي إيسون.

### الكليات والمعاهد
| الاسم                                       | سنة التأسيس | الدرجة الأكاديمية            | الحقل                     | عدد الطلاب | الحرم الجامعي                              |
| ------------------------------------------- | ----------- | ---------------------------- | ------------------------- | ---------- | ------------------------------------------ |
| مدرسة باريس ساكلي الجامعية                  | 2019        | البكالوريوس                  | القانون والاقتصاد والعلوم | 13000      | باريس ساكلي، جويانكور، سكو، إيفري كوركورون |
| كلية باريس ساكلي للعلوم                     | 1956 و1971  | البكالوريوس والدراسات العليا | العلوم                    | 10000      | باريس ساكلي                                |
| كلية باريس ساكلي للقانون والاقتصاد والإدارة | 1968        | البكالوريوس والدراسات العليا | القانون والاقتصاد         | 6000       | سكو                                        |
| كلية الصيدلة باريس ساكلي                    | 1972        | البكالوريوس والدراسات العليا | الطب                      | 3500       | شاتيناي مالابري                            |
| مدرسة باريس ساكلي الطبية                    | 1971        | البكالوريوس والدراسات العليا | الطب                      | 3400       | لي كرملين-بيسيتر، باريس ساكلي              |
| كلية باريس ساكلي لعلوم الرياضة              | 1985        | البكالوريوس والدراسات العليا | العلوم                    | 1500       | باريس ساكلي                                |
| مدرسة باريس ساكلي للفنون التطبيقية          | 2004        | البكالوريوس والدراسات العليا | الهندسة                   | 820        | باريس ساكلي                                |
| معهد جامعة أورساي للتكنولوجيا               | 1971        | البكالوريوس والدراسات العليا | العلوم والهندسة           | 440        | باريس ساكلي                                |
| معهد جامعة سكو للتكنولوجيا                  | 1970        | البكالوريوس والدراسات العليا | العلوم والهندسة           | 1500       | سكو                                        |
| معهد جامعة كاشان للتكنولوجيا                | 1971        | البكالوريوس والدراسات العليا | العلوم والهندسة           | 1000       | كاشان                                      |

- معهد جامعة أورساي للتكنولوجيا
- مدرسة باريس ساكلي للفنون التطبيقية

### المدارس العليا
| الاسم                                                              | سنة التأسيس | الحقل                 | عدد الطلاب | الحرم الجامعي                      |
| ------------------------------------------------------------------ | ----------- | --------------------- | ---------- | ---------------------------------- |
| اجرو باريس تك                                                      | 1826        | علوم الحياة           | 2420       | باريس ساكلي                        |
| سوبيليك                                                            | 2015        | العلوم والهندسة       | 5350       | باريس ساكلي، رين، ميتز             |
| مدرسة الأساتذة العليا باريس-ساكلي                                  | 1892        | العلوم                | 1360       | باريس ساكلي                        |
| معهد الدراسات العليا                                               | 1917        | البصريات              | 440        | باريس ساكلي                        |
| مدرسة باريس ساكلي للدراسات العليا في القانون                       | 2019        | قانون                 |            | جيانكور، سكو                       |
| مدرسة باريس ساكلي للفيزياء                                         | 2019        | الفيزياء              |            | باريس ساكلي، فرساي، إيفري كوركورون |
| مدرسة باريس ساكلي للدراسات العليا للاقتصاد والإدارة                | 2019        | اقتصاديات             |            | جيانكور، سكو                       |
| معهد علوم الضوء                                                    | 2019        | العلوم                |            | باريس ساكلي                        |
| مدرسة باريس ساكلي للدراسات العليا لعلوم الحياة والصحة              | 2019        | علوم الحياة والصحة    |            | باريس ساكلي، لي كرملين-بيسيتر      |
| مدرسة باريس ساكلي للدراسات العليا للرياضيات                        | 2019        | الرياضيات             |            | باريس ساكلي                        |
| مدرسة باريس ساكلي للدراسات العليا في علم الاجتماع والعلوم السياسية | 2019        | السياسة وعلم الاجتماع |            | جيانكور، سكو                       |
| مدرسة باريس ساكلي للدراسات العليا للهندسة وعلوم النظم              | 2019        | العلوم والهندسة       |            | باريس ساكلي                        |
| مدرسة باريس ساكلي للدراسات العليا لعلوم الكمبيوتر                  | 2019        | العلوم والهندسة       |            | باريس ساكلي                        |

- مدرسة الأساتذة العليا باريس-ساكلي
- المدرسة العليا للبصريات

### الجامعات المنتسبة
| الاسم                              | سنة التأسيس | الدرجة الأكاديمية            | الحقل                                  | عدد الطلاب | الحرم الجامعي                          |
| ---------------------------------- | ----------- | ---------------------------- | -------------------------------------- | ---------- | -------------------------------------- |
| جامعة فيرساي سان كونتان أن إيفيلين | 1987 و1991  | البكالوريوس والدراسات العليا | العلوم والعلوم الاجتماعية وعلوم الحياة | 19000      | فرساي، مونتيني لو بريتونوكس، جويانكورت |
| جامعة إيفري فال ديسون              | 1991        | البكالوريوس والدراسات العليا | العلوم والعلوم الاجتماعية وعلوم الحياة | 10500      | إيفري كوركورون                         |

### المنظمات البحثية
أنشأت المنظمات البحثية التالية مراكز بحثية داخل جامعة باريس ساكلي. ستبقى الموارد التي تساهم بها هذه المنظمات مستقلة إلى حد كبير عن المؤسسات الأعضاء الأخرى. بمجرد دمج جامعة باريس ساكلي بالكامل، من المتوقع أن تحقق مراكزها البحثية ملفًا مشابهًا لمختبر الدفع النفاث في معهد كاليفورنيا للتكنولوجيا:
- هيئة الطاقة الذرية والبديلة الفرنسية
- المركز الوطني الفرنسي للبحث العلمي
- المعهد الفرنسي لأبحاث علوم الكمبيوتر والأتمتة
- المعهد الفرنسي للصحة والبحوث الطبية
- معهد الدراسات العلمية المتقدمة
- المعهد الوطني الفرنسي للعلوم الزراعية
- المجلس الوطني للدراسات وأبحاث الفضاء
- مركز السنكروترون الوطني
- معهد باسكال - جامعة باريس ساكلي [31]

- اللجنة الفرنسية للطاقات البديلة والطاقة الذرية
- المعهد الفرنسي لأبحاث علوم الكمبيوتر والأتمتة

## البرامج الأكاديمية
تنظم كل مؤسسة عضو في جامعة باريس ساكلي تدريباً في مجال علمي معين. اعتمادًا على احتياجات برنامجها المسجل، سيتمكن الطالب المسجل في مدرسة دراسات عليا معينة من الوصول إلى الموارد الأكاديمية من المدارس الأخرى.
يتم تصنيف مجالات الدراسة المختلفة المتاحة في جامعة باريس ساكلي على نطاق واسع إلى ما يلي:
- التنوع البيولوجي، الزراعة والغذاء، المجتمع، البيئة؛
- علم الأحياء والطب والدراسات الدوائية؛
- القانون والعلوم السياسية؛
- العلوم الإنسانية؛
- الهندسة والعلوم وتكنولوجيا المعلومات؛
- علوم الرياضة والحركة البشرية؛
- العلوم الأساسية؛
- العلوم الاجتماعية.

من المتوقع أن تتبع البرامج الأكاديمية في كل من المدارس الثماني النموذج الأنجلو-أمريكي:
- مدرسة باريس ساكلي الجامعية - يتم تقديم برنامج البكالوريوس من قبل كليات باريس ساكلي والجامعتين العامتين داخل باريس ساكلي، جامعة فيرساي سان كونتان أن إيفيلين وجامعة إيفري فال ديسون.
- مدارس باريس ساكلي للدراسات العليا - يتم تدريس درجات الماجستير باللغتين الفرنسية والإنجليزية. إجمالاً، يتم تقديم 49 درجة ماجستير.[33]
- معهد باريس - ساكلي للأبحاث أو مدارس الدكتوراه - يتم تقديم برامج الدكتوراه من خلال 20 مدرسة دكتوراه.[34] تُمنح درجات الدكتوراه التي تم الحصول عليها بعد 30 سبتمبر 2015 تحت اسم «جامعة باريس ساكلي»، مع ذكر الجامعة المرتبطة بالطالب أو المدرسة العليا.

## برامج البحث
تجمع جامعة باريس ساكلي أكثر من 300 وحدة بحثية منظمة في 10 كليات دكتوراه:
- الكيمياء
- الهندسة الكهربائية والبصريات والإلكترونيات
- الرياضيات
- الميكانيكا والطاقة والعمليات الفيزيائية
- الفيزياء دون الذرية والفيزياء الفلكية
- فيزياء الأمواج والمادة
- علم الكواكب وعلم الكون
- علوم الحياة
- العلوم الإنسانية والاجتماعية
- علوم وتكنولوجيا المعلومات والاتصالات

## تصنيفات الجامعة
حصلت الجامعة على المرتبة 13 عالميًا في التصنيف الأكاديمي للجامعات العالمية (ARWU) لعام 2021. وقد حلت محل جامعة باريس الجنوبية في يناير 2020 والتي احتلت المرتبة 37 عالميًا في 2019. في نفس العام، تم منحها أيضًا المرتبة 32 عالمياً في مركز تصنيف الجامعات العالمية (CWUR).
في محاكاة مستقلة أجراها التصنيف الأكاديمي للجامعات العالمية (ARWU) في عام 2014، سجلت جامعة باريس ساكلي 39.8 (أو 43.2 إذا تم احتساب جميع المنظمات البحثية)، مما جعل الجامعة في المرتبة 27 (على التوالي 21). في 19 أكتوبر 2016، قام المدير التنفيذي المسؤول عن التحديث السنوي والتطوير الجديد للتصنيف الأكاديمي بزيارة مجموعة باريس-ساكلي.
 
أُدرجت جامعة باريس ساكلي في إصدار 2019 من تصنيف أفضل الجامعات العالمية عن أخبار الولايات المتحدة والتقرير العالمي. احتلت جامعة باريس ساكلي المرتبة 30 عالميًا والسابعة في أوروبا والأولى في فرنسا. احتلت المرتبة الأولى في أوروبا للفيزياء (الخامسة عالميًا) والأولى عالميًا للرياضيات.
في المستقبل، من المأمول أن تساعد مجموعة باريس-ساكلي فرنسا في تأمين مكان بين أفضل عشر جامعات في العالم، وتسليط الضوء على التعليم والبحث الفرنسي.

## الحائزون على جائزة نوبل وميدالية فيلدز
حلت جامعة باريس ساكلي رسميًا محل العديد من الجامعات الباريسية الموجودة مسبقًا والمدارس العليا ومعاهد البحث. هذه لا تزال موجودة كأقسام داخل الهيكل الأوسع لباريس ساكلي. وبالتالي، تتضمن القائمة أدناه الفائزين بما قبل عام 2019 والذين أدرجت الجامعة مؤسساتهم لاحقًا. نسرد انتماءاتهم المؤسسية في ذلك الوقت أيضًا.
- إيرين جوليو كوري وفريديريك جوليو كوري - مؤسسا كلية أورساي للعلوم، ومفوضو هيئة الطاقة الذرية والبديلة، نوبل في الكيمياء - 1935
- ألبرت فيرت - بروفسور، جامعة باريس الجنوبية - نوبل في الفيزياء - 2007
- بيير جيل دي جين - بروفسور، هيئة الطاقة الذرية والبديلة - جامعة باريس الجنوبية - نوبل في الفيزياء - 1991
- نغو تشاو باو - دكتوراه وبروفسور،جامعة باريس الجنوبية - ميدالية فيلدز - 2010
- وينديلين ويرنر - بروفسور، ميدالية فيلدز - جامعة باريس الجنوبية - 2006
- لورون لافورغ - دكتوراه وبروفسور، ميدالية فيلدز - جامعة باريس الجنوبية - معهد الدراسات العلمية العليا - 2002
- مكسيم كونتسيفيتش - بروفسور، ميدالية فيلدز - معهد الدراسات العلمية العليا - 1998
- جان كريستوف يوكوز - دكتوراه وبروفسور، جامعة باريس الجنوبية - ميدالية فيلدز - 1994
- جان بورجين - بروفسور، معهد الدراسات العلمية العليا - ميدالية فيلدز - 1994
- آلان كونيس - بروفسور، معهد الدراسات العلمية العليا - ميدالية فيلدز - 1982
- بيير ديلين - دكتوراه وبروفسور، جامعة باريس الجنوبية - معهد الدراسات العلمية العليا - ميدالية فيلدز - 1978
- ألكسندر غروتينديك - بروفسور، معهد الدراسات العلمية العليا - ميدالية فيلدز - 1966
- رينيه ثوم - بروفسور، معهد الدراسات العلمية العليا - ميدالية فيلدز - 1958

## روابط خارجية
- الموقع الرسمي